# Sandy Kendall
Sandy Kendall es una deportista estadounidense que compitió en remo. Ganó cuatro medallas en el Campeonato Mundial de Remo entre los años 1984 y 1987.

## Palmarés internacional
| Campeonato Mundial | Campeonato Mundial       | Campeonato Mundial | Campeonato Mundial        |
| Año                | Lugar                    | Medalla            | Prueba                    |
| ------------------ | ------------------------ | ------------------ | ------------------------- |
| 1984               | Montreal (Canadá)        | Medalla de bronce  | Cuatro sin timonel ligero |
| 1985               | Malinas (Bélgica)        | Medalla de plata   | Cuatro sin timonel ligero |
| 1986               | Nottingham (Reino Unido) | Medalla de oro     | Cuatro sin timonel ligero |
| 1987               | Copenhague (Dinamarca)   | Medalla de oro     | Cuatro sin timonel ligero |